# کارل آلبرشت
کارل آلبرشت (به آلمانی: Karl Albrecht) ۲۰ فوریه ۱۹۲۰- درگذشته ۲۱ ژوئیه ۲۰۱۴) کارآفرین آلمانی که به‌همراه برادرش تئو، مؤسس و مالک سوپرمارکت‌های زنجیره‌ای آلدی است.
در ماه اکتبر ۲۰۱۲، آلبرشت با دارایی خالص ۲۲٫۶ میلیارد دلار، به‌عنوان یکی از ثروتمندترین افراد جهان شناخته شد. پیش از این، در سال ۲۰۱۱ مجله فوربز، دارایی‌های آلبرشت را، ۲۵،۴ میلیارد دلار برآورد کرد و در فهرست ثروتمندترین افراد جهان، در رتبه دهم قرار گرفت.
کارل آلبرشت، تا پیش از درگذشت در سال ۲۰۱۴ ثروتمندترین فرد آلمان به شمار می‌آمد. همچنین چهارمین فرد ثروتمند اروپا شناخته می‌شد.

## دوران کودکی و جوانی
کارل و تئو آلبرشت در وضغیت متوسطی در اسن بزرگ شدند.
پدرشان ابتدا کارگر معدن بود. سپس به عنوان دستیار نانوایی، مشغول به کار شد. مادرشان صاحب یک خواربارفروشی کوچک، در محله کارگران «شانه بِک» بود. تئو نزد مادرش به شاگردی پرداخت؛ درحالی که کارل در مغازه پخت غذاهای آماده مشغول به کار شد. کارل همچنین طی جنگ جهانی دوم در ارتش آلمان نازی مشغول به خدمت شد.

## دوران حرفه‌ای
پس از پایان جنگ جهانی دوم در سال ۱۹۴۶، این دو برادر کسب و کار مادرشان را، به دست گرفتند. تا سال ۱۹۵۰ برادران آلبرشت، ۱۳ مغازه در «روهر والی» داشتند.
این دو برادر ایده‌ای داشتند، که در آن زمان بسیار جدید بود. آن‌ها حداکثر میزانی را که به‌طور قانونی می‌توانستند، از قیمت کالا قبل از فروش کم کنند (یعنی ۳٪ درصد) به عنوان تخفیف در نظر می‌گرفتند. این در حالی بود که پیشگامان بازار آن دوره که اغلب نیز با هم، همکاری داشتند، مشتریان را برای دریافت تخفیف، ملزم به جمع‌آوری برچسب‌های تخفیف می‌کردند، تا پس از جمع‌آوری و ارسال آنها، بتوانند مقداری از پولشان را پس بگیرند.
برادران آلبرشت همچنین کالاهایی را که خوب به فروش نمی‌رفتند، از لیست فروشگاهشان حذف می‌کردند. به علاوه آن‌ها با عدم انجام تبلیغات و تا جای ممکن کوچک نگه‌داشتن اندازه فروشگاه‌هایشان، هزینه‌ها را کاهش می‌دادند.
زمانی که دو برادر در سال ۱۹۶۰ شرکت را به دو بخش تقسیم کردند، همه فکر می‌کردند، که آن‌ها ورشکست خواهند شد، در حالی‌که در همان زمان، آن‌ها مالک ۳۰۰ فروشگاه و درآمد سالانه ۹۰ میلیون (به پول رایج آلمان در آن زمان) بودند.
کارهای فروشگاه آلدی بین دو برادر تقسیم شد، به این شکل که کارل کنترل بخش سودآورتر آلدی «سود» (جنوب) و برادرش تئو کنترل آلدی «نورد» (شمال) را به عهده گرفتند. با اینکه هر دوی این گروه‌ها از سال ۱۹۶۶ از لحاظ قانونی و مالی کاملاً جدا شده‌اند، همواره روابط‌شان را، روابطی دوستانه نامیده‌اند.
آنها در سال ۱۹۶۲ برای اولین بار، برند فروشگاه آلدی (Albrecht-Discount) را معرفی کردند. گروه آلدی شمال، در حال حاضر شامل ۳۵ شعبه مستقل منطقه‌ای با حدود ۲۵۰۰ فروشگاه و گروه آلدی جنوب، شامل ۳۱ کمپانی با ۱۶۰۰ فروشگاه می‌باشند.
آلدی شمال مختص بازارهایی چون بازار بلژیک، هلند، لوکزامبورگ، فرانسه، اسپانیا، پرتغال و دانمارک است.
آلدی جنوب هم بازارهای ایالات متحده آمریکا، استرالیا، بریتانیا، ایرلند، سوییس، اسلوونی و غیره را پوشش می‌دهد.

## زندگی شخصی
از آنجا که کارل همیشه از مطرح شدن زندگی شخصی‌اش در جامعه اجتناب کرده، اطلاعات کمی دربارهٔ او وجود دارد. او متاهل است و به گفته مجله فوربز دو فرزند دارد، که هیچ کدامشان در آلدی کار نمی‌کنند.
تا سال ۲۰۱۴ و پیش از درگذشت کارل، برادران آلبرشت هر دو در اسن آلمان زندگی می‌کردند. کارل یکی از طرفداران گلف بود و گاهی اوقات در زمین گلف خود، که در سال ۱۹۷۶ آن را ساخته بود، گلف‌بازی می‌کرد.
او همچنین گل‌های ارکیده پرورش می‌داد. شایعاتی وجود دارد، در مورد اینکه او کلکسیونر دستگاه‌های تایپ قدیمی و عتیقه نیز می‌باشد. کارل آلبرشت در سال ۱۹۹۴ خودش را از فعالیت‌های روزانه آلدی کنار کشید و تنها به عنوان رییس هیئت مدیره شرکت به فعالیت پرداخت. او در آغاز سال ۲۰۰۲ از این مقام هم کناره‌گیری و به این شکل، تمام کنترل شرکت را، واگذار کرد. در حال حاضر هیچ‌کدام از این دو برادر دیگر این فروشگاه را اداره نمی‌کنند. هم‌اکنون فروشگاه‌های آلدی در حدود ۶۰ کشور دنیا شعبه دارند.

## آلدی
شرکت آلدی (مخفف Albrecht Discount) به عنوان یکی از شرکت‌های موفق در صنعت خرده فروشی با تخفیف شناخته می‌شود. این شرکت فروشگاهی است زنجیره‌ای متشکل از ۲ گروه که هرکدام توسط ۲ برادر کارل و تئو آلبرشت تأسیس شده و هر یک مالکیت قسمت‌های مختلف شرکت را بر عهده دارند. برادر بزرگتر کارل البریچ با ثروتی بالغ بر ۱۷ میلیارد یورو ثروتمندترین فرد آلمان محسوب می‌شود. یکی از این گروه‌ها دارای ۲۵۰۰ فروشگاه است که در قسمت‌های شمالی و شرقی آلمان فعالیت کرده و دیگری دارای ۱۶۰۰ فروشگاه است که در مناطق جنوبی و غربی مشغول به فعالیت می‌باشند. طبق آخرین آمار در کشور آلمان ۹۵٪ از کارمندان یقه آبی، ۸۸٪ از کارمندان یقه سفید، و ۸۰٪ از کسانی که دارای کسب و کار شخصی هستند از فروشگاه‌های زنجیره‌ای آلدی خرید می‌کنند. شایان ذکر است که دلیل اصلی جدایی این دو برادر عدم موافقت بر سر فروش سیگار در محلی نزدیک به صندوق فروشگاه (محل خروج مشتریان) بود.
کارل آلبرشت در سال ۱۹۲۰ میلادی و تئو در سال ۱۹۲۲ متولد شده و هر دو آن‌ها از سنین کودکی در مغازه خواربار فروشی مادرشان که در سال ۱۹۱۳ افتتاح گشته بود مشغول به کار می‌شوند. پدر این دو فرزند نیز به عنوان دستیار شیرینی پز مشغول به کار می‌شود. یکی از شعارهای تبلیغاتی که این فروشگاه همیشه از آن استفاده می‌نمود شعار "ارزانترین منبع غذایی" بود که بر درب فروشگاه نصب شده بود. پس از اتمام خدمت سربازی، این دو برادر کسب و کار مادری خود را تصاحب کرده و تا سال ۱۹۵۰ یعنی در بازه زمانی ۴ ساله تعداد فروشگاه‌ها را به ۱۳ رساندند. ایده این دو برادر برای توسعه کسب و کار، که در آن زمان ایده‌ای نوین بود، اعمال تخفیف حداکثری و قبل از تعیین قیمت فروش بود. در آن زمان یکی از روشهای متداول بازاریابی ارائه کوپنی همراه با خرید اجناس بود که مشتری با جمع‌آوری این کوپن‌ها و ارسال آن‌ها برای فروشنده قادر به دریافت قسمتی از پول خود بود. برادران آلبرشت با حدف این پروسه تخفیف را مستقیماً بر روی قیمت اجناس اعمال نمودند که این روش با استقبال خوبی روبرو شد. یکی از روشهای دیگر مورد استفاده این دو برادر حذف بسیار سریع اجناس کم فروش و کاهش هزینه‌ها با حذف هزینه‌های تبلیغاتی و بازاریابی بود. آن‌ها همچنین سعی بر آن داشتند تا سایز فروشگاه‌های خود را کوچک نگاه دارند. در سال ۱۹۶۲ هنگامی‌که دو برادر بر سر اختلاف یاد شده کسب و کار خود را جدا نمودند فروشگاه‌های آلدی تعداد سیصد شعبه و گردش مالی سالانه‌ای بالغ بر ۹۰ میلیون فرانک داشتند.
فروشگاه‌های آلدی در آلمان بالغ بر ۲۵۰۰ شعبه بوده که تحت نظر ۳۵ حوزه مدیریتی فعالیت می‌کنند. در عرصع بین‌المللی این زنجیره دارای ۸ هزار فروشگاه می‌باشد. گفتنی است در حال حاضر در کشور انگلیس به‌طور متوسط هفته‌ای یک فروشگاه افتتاح می‌شود.